# Melipotis fuscaris
Melipotis fuscaris là một loài bướm đêm trong họ Erebidae.